# Давід Лошонці
Давід Лошонці (угор. Dávid Losonczi; нар. 1 липня 2000, Будапешт) — угорський борець греко-римського стилю, чемпіон та бронзовий призер чемпіонатів світу, учасник Олімпійських ігор.

## Життєпис
Виступає за спортивний клуб ESMTK Будапешт.
У листопаді 2023 року він отримав титул чемпіона світу в греко-римській боротьбі у категорії до 87 кг майже через два місяці після поразки у фіналі з рахунком 8-7 від Алі Ченгіза з Туреччини. Об'єднаний світ боротьби (UWW) назвав це рішення «беззаперечною» помилкою судді. У заяві UWW йдеться: «Після ретельного експертного аналізу, згідно з чинними правилами боротьби, падіння, здійснене Лошонці на своєму супернику та оголошене рефері, мало бути підтверджене рефері на килиму, оскільки воно фактично було проконтрольовано експертами».
Після здобуття титулу чемпіона світу у 2023 році він пожертвував три мільйони угорських форинтів (близько 8000 доларів США) своїй місцевій громаді, запропонувавши по одному мільйону форинтів Римсько-католицькій церкві Пестержебета, місцевим пенсіонерам і малозабезпеченим сім'ям, які проживають у цьому районі.

## Спортивні результати на міжнародних змаганнях

### Виступи на Олімпіадах
| Змагання                    | Збірна   | Вагова категорія                 | Місце |
| --------------------------- | -------- | -------------------------------- | ----- |
| Літні Олімпійські ігри 2024 | Угорщина | греко-римська боротьба, до 87 кг | 5     |

### Виступи на Чемпіонатах світу
| Змагання                        | Збірна   | Вагова категорія                 | Місце  |
| ------------------------------- | -------- | -------------------------------- | ------ |
| Чемпіонат світу з боротьби 2022 | Угорщина | греко-римська боротьба, до 87 кг | Бронза |
| Чемпіонат світу з боротьби 2023 | Угорщина | греко-римська боротьба, до 87 кг | Золото |

### Виступи на інших змаганнях
| Змагання                                            | Збірна   | Вагова категорія                 | Місце  |
| --------------------------------------------------- | -------- | -------------------------------- | ------ |
| Міжнародний турнір Любомира Івановича-Гедзи 2018    | Угорщина | греко-римська боротьба, до 82 кг | Срібло |
| Гран-прі Угорщини з боротьби 2019                   | Угорщина | греко-римська боротьба, до 87 кг | 15     |
| Чемпіонат Угорщини з боротьби 2020                  | Угорщина | греко-римська боротьба, до 87 кг | Золото |
| Меморіал Маттео Пелліконе 2021                      | Угорщина | греко-римська боротьба, до 87 кг | Срібло |
| Міжнародний турнір Любомира Івановича-Гедзи 2021    | Угорщина | греко-римська боротьба, до 87 кг | 8      |
| Відкритий чемпіонат Загреба з боротьби 2022         | Угорщина | греко-римська боротьба, до 87 кг | 13     |
| Меморіал Маттео Пелліконе 2022                      | Угорщина | греко-римська боротьба, до 97 кг | Золото |
| Кубок Владислава Пітласинські 2022                  | Угорщина | греко-римська боротьба, до 87 кг | Золото |
| Відкритий чемпіонат Загреба з боротьби 2023         | Угорщина | греко-римська боротьба, до 87 кг | 5      |
| Тор Мастерс 2023                                    | Угорщина | греко-римська боротьба, до 87 кг | Срібло |
| Меморіал Імре Поляка та Яноша Варги 2023            | Угорщина | греко-римська боротьба, до 87 кг | Золото |
| Відкритий чемпіонат Загреба з боротьби 2024         | Угорщина | греко-римська боротьба, до 87 кг | 32     |
| Турнір Яшара Догу, Вехбі Емре і Гаміта Каплана 2024 | Угорщина | греко-римська боротьба, до 87 кг | Срібло |
| Меморіал Імре Поляка та Яноша Варги 2024            | Угорщина | греко-римська боротьба, до 87 кг | Срібло |

### Виступи на змаганнях молодших вікових груп
| Змагання                                       | Збірна   | Вагова категорія                 | Місце  |
| ---------------------------------------------- | -------- | -------------------------------- | ------ |
| Чемпіонат Європи з боротьби серед кадетів 2017 | Угорщина | вільна боротьба, до 85 кг        | 11     |
| Чемпіонат світу з боротьби серед кадетів 2017  | Угорщина | вільна боротьба, до 85 кг        | 15     |
| Чемпіонат Європи з боротьби серед юніорів 2019 | Угорщина | греко-римська боротьба, до 87 кг | Срібло |
| Чемпіонат Європи з боротьби серед молоді 2018  | Угорщина | греко-римська боротьба, до 82 кг | 5      |
| Чемпіонат світу з боротьби серед молоді 2018   | Угорщина | греко-римська боротьба, до 82 кг | 16     |
| Чемпіонат світу з боротьби серед молоді 2021   | Угорщина | греко-римська боротьба, до 87 кг | Срібло |
| Чемпіонат Європи з боротьби серед молоді 2023  | Угорщина | греко-римська боротьба, до 87 кг | Золото |